# Faraday Future, Inc.
Faraday Future, Inc. is een Amerikaans start-uptechnologiebedrijf, dat zich voornamelijk bezighoudt met het ontwikkelen van slimme elektrische voertuigen. Faraday Future werd opgericht in april 2014. Het bedrijf heeft zijn hoofdkantoor in Harbor Gateway, Los Angeles. Sinds de oprichting in 2014 is het bedrijf in 2016 gegroeid naar 1000 werknemers.
Faraday Future is vernoemd naar de inductiewet van Faraday, deze wet is een van de principes die ten grondslag liggen aan de technologie achter de elektrische motor. En deze wet is op zijn beurt vernoemd naar de Engelse wetenschapper Michael Faraday die de werking ontdekte van elektromagnetische inductie.
In januari 2016 introduceerde het bedrijf zijn eerste conceptauto de FF ZERO1, een jaar later werd hun eerste productieauto onthuld, de FF 91.

## Modellen

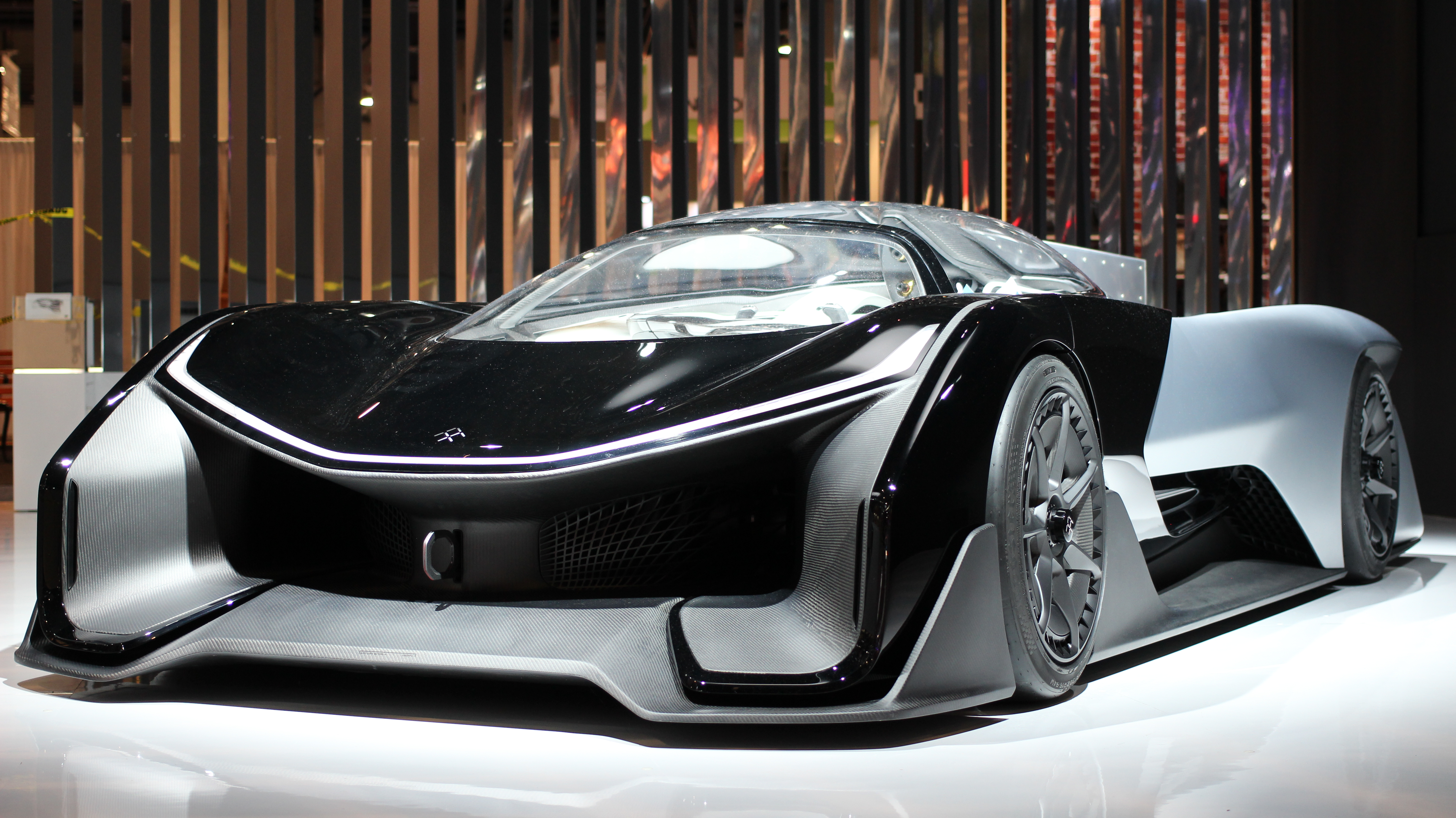
Vooraanzicht FFZERO1

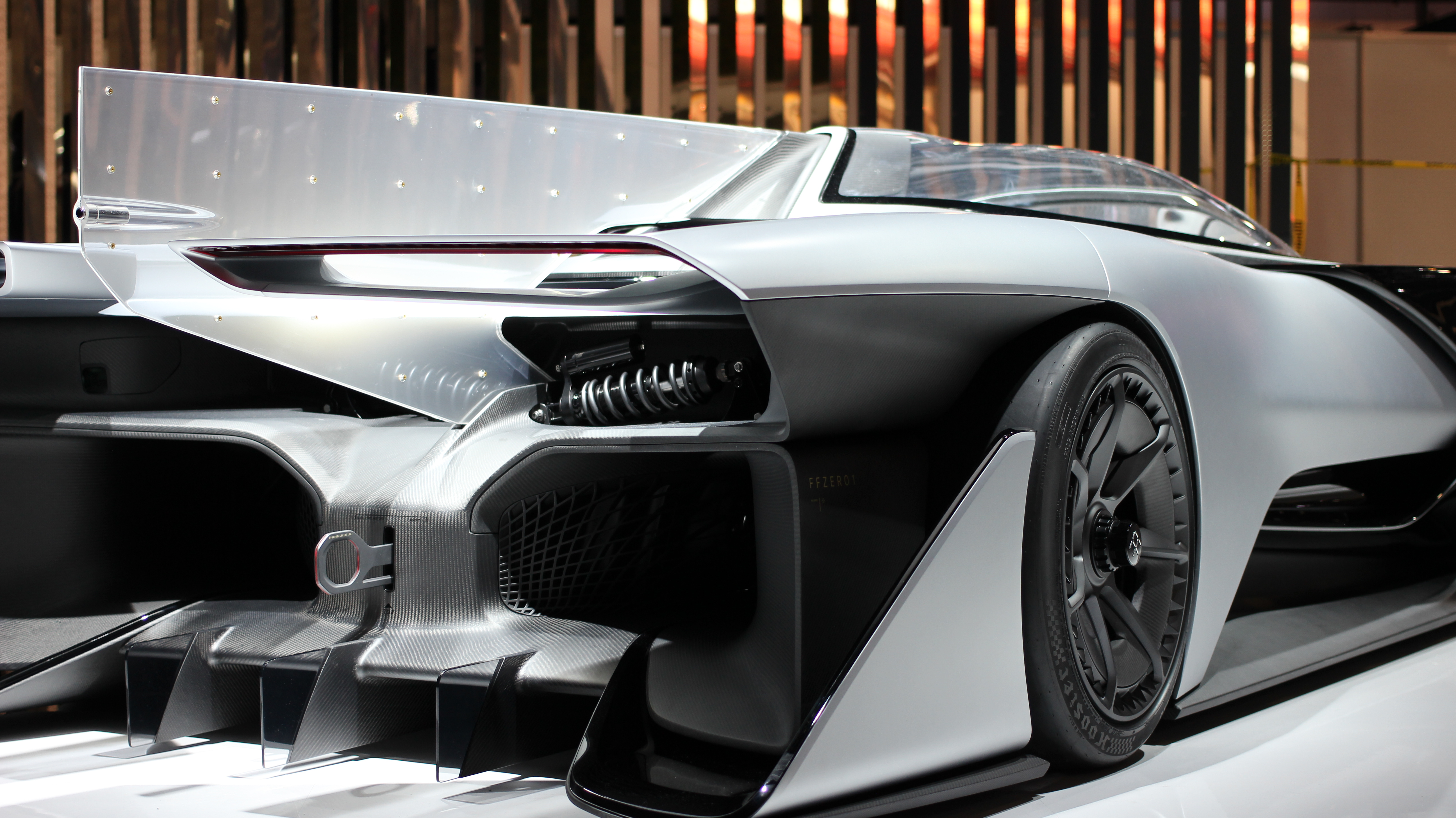
Achteraanzicht FFZERO1

Faraday Future's modellen beginnen met "FF", dat voor de naam van het bedrijf staat. Daarop volgen twee cijfers. Het eerste cijfer geeft aan in welk segment het model zich bevindt. Zo is een "9" het topmodelvoertuig van Faraday, elk nummer lager ligt in een lager segment, behalve de "0", dat een speciaal type auto aangeeft. Wanneer de naam als volledig wordt uitgeschreven zoals "zero", geeft het aan dat dit om een conceptauto gaat. Het tweede cijfer geeft de generatie aan van het model. Elk cijfer wordt afzonderlijk uitgesproken, de FF91 wordt dus uitgesproken als F-F-nine-one in plaats van FF-ninety-one.

### FF ZERO1
In januari 2016 introduceerde het bedrijf de FF ZERO1, een conceptvoertuig die in januari 2016 werd onthuld tijdens de Consumer Electronics Show (CES). De "Zero" geeft aan dat het om een conceptauto gaat, de "1" geeft aan dat het de eerste versie van het model. De auto werd aangekondigd met 1.000 pk (750 kW), en een topsnelheid van 320 km/h, en een acceleratie van 0–100 km/h in minder dan 3 secondes. Het model heeft een glazen dak, en heeft een raceauto-stijl en daarnaast een nek-support system, met zuurstof en water naar de helm van de bestuurder. De auto zal beschikken over vier elektrische motoren, een die elk wiel aandrijven, de auto zal uitgevoerd als een eenpersoons wagen.

### FF 91
In januari 2017 werd de FF 91, het eerste productiemodel van Faraday Future onthuld tijdens de CES in Las Vegas. Het voertuig is ontworpen als een "verbonden" (connected) auto, en is gebaseerd op moderne telematica.
Het voertuig heeft een piekvermogen van 770 kW, en heeft met de ingebouwde batterij een bereik van 600 kilometer. Door het hoge koppel accelereert de auto van 0-100 in 2,5 seconden.
De prijs wordt geschat op ruim 100.000 Amerikaanse dollar.